# Havelsee
Havelsee [ˈhaːfl̩zeː] är en småstad i östra Tyskland, belägen vid floden Havel i Landkreis Potsdam-Mittelmark i förbundslandet Brandenburg, 12 km norr om Brandenburg an der Havel och omkring 70 km väster om Berlin.
Staden bildades 2002 genom sammanslutning av den tidigare självständiga staden Pritzerbe med de intilliggande kommunerna Fohrde, Briest och Hohenferchesar, och utvidgades 2008 med den tidigare kommunen Mahrzahne. Dessa bildar tillsammans en stadskommun under det gemensamma namnet Havelsee. Namnet togs från sjön Pritzerber See och floden Havel, som tillsammans dominerar kommunens landskap.
Havelsee ingår i kommunalförbundet Amt Beetzsee och har därmed delegerat vissa kommunala uppgifter till amtet.